# Стецівська сільська рада (Звенигородський район)
Стеці́вська сільська́ ра́да — адміністративно-територіальна одиниця та орган місцевого самоврядування у Звенигородському районі Черкаської області. Адміністративний центр — село Стецівка.

## Загальні відомості
- Населення ради: 1 953 особи (станом на 2001 рік)

## Населені пункти
Сільській раді підпорядковані населені пункти:
- с. Стецівка

## Склад ради
Рада складається з 18 депутатів та голови.
- Голова ради: Караван Олександр Іванович
- Секретар ради: Мошенець Валентина Миколаївна

### Керівний склад попередніх скликань
| Прізвище, ім'я, по батькові | Основні відомості                                                         | Дата обрання | Дата звільнення |
| --------------------------- | ------------------------------------------------------------------------- | ------------ | --------------- |
| Караван Олександр Іванович  | Сільський голова, 1952 року народження, освіта вища, член Народної партії | 26.03.2006   | 31.10.2010      |
| Караван Олександр Іванович  | Сільський голова, 1952 року народження, освіта вища, безпартійний         | 31.10.2010   |                 |

Примітка: таблиця складена за даними сайту Верховної Ради України

### Депутати
За результатами місцевих виборів 2010 року депутатами ради стали:

#### За суб'єктами висування
| Суб'єкт висування | Кількість обраних депутатів | %   |
| ----------------- | --------------------------- | --- |
| Самовисування     | 18                          | 100 |

#### За округами
| № округу | Прізвище, ім'я, по батькові      | Дата визнання обраним | Освіта             | Партійна приналежність                | Відомості про обраного депутата                         |
| -------- | -------------------------------- | --------------------- | ------------------ | ------------------------------------- | ------------------------------------------------------- |
| 1        | Ковач Алла Петрівна              | 04.11.2010            | вища               | позапартійна                          | пенсіонер                                               |
| 2        | Бабушко Борис Васильович         | 04.11.2010            | середня спеціальна | член Партії регіонів                  | приватний підприємець                                   |
| 3        | Бабушко Сергій Юрійович          | 04.11.2010            | вища               | позапартійний                         | тимчасово не працює                                     |
| 4        | Сокирко Дмитро Миколайович       | 04.11.2010            | вища               | позапартійний                         | пенсіонер                                               |
| 5        | Брусліновський Микола Іванович   | 04.11.2010            | середня спеціальна | член Партії регіонів                  | завідувач складу ГСМ, завідувач складу                  |
| 6        | Науменко Валентина Володимирівна | 04.11.2010            | вища               | позапартійна                          | Стецівська школа, вчитель                               |
| 7        | Скрипай Григорій Андрійович      | 04.11.2010            | середня спеціальна | позапартійний                         | пенсіонер                                               |
| 8        | Безверха Лариса Яківна           | 04.11.2010            | вища               | позапартійна                          | Стецівська школа, вчитель                               |
| 9        | Брусліновська Олена Петрівна     | 04.11.2010            | вища               | позапартійна                          | Стецівська школа, вчитель                               |
| 10       | Гольопа Людмила Іванівна         | 04.11.2010            | середня спеціальна | позапартійна                          | дитячий садочок с. Стецівка, вихователь                 |
| 11       | Зубрицький Віктор Петрович       | 04.11.2010            | вища               | позапартійний                         | тимчасово не працює                                     |
| 12       | Кохан Олександр Григорович       | 04.11.2010            | вища               | член Партії регіонів                  | приватний підприємець                                   |
| 13       | Темченко Іван Іванович           | 04.11.2010            | вища               | член Партії регіонів                  | обліковець ФСГ Стецівське, обліковець                   |
| 14       | Гнатенко Ольга Дмитрівна         | 04.11.2010            | середня спеціальна | член Партії регіонів                  | Стецівський фельдшерсько-акушерський пункт, завідувачка |
| 15       | Потилко Борис Михайлович         | 04.11.2010            | вища               | позапартійний                         | фермерське господарство Оберіх-П, голова                |
| 16       | Гурський Андрій Васильович       | 04.11.2010            | середня спеціальна | член Партії регіонів                  | фермерське господарство Стецівське, бригадир            |
| 17       | Гулько Любов Василівна           | 04.11.2010            | вища               | член Політичної партії «Наша Україна» | Стецівська сільська рада, землевпорядник                |
| 18       | Мошенець Валентина Миколаївна    | 04.11.2010            | середня спеціальна | член Партії регіонів                  | Стецівська сільська рада, секретар                      |